# Naturopatie
Naturopatie nebo naturopatická medicína je forma alternativní medicíny, která využívá řadu pseudovědeckých postupů označovaných jako „přírodní“, „neinvazivní“ nebo podporujících „samoléčbu“. Ideologie a metody naturopatie jsou založeny spíše na vitalismu a lidovém léčitelství než na medicíně založené na důkazech (EBM). Naturopaté obecně nedoporučují dodržovat moderní lékařské postupy, mimo jiné včetně lékařských testů, léků, očkování a chirurgických zákroků (operací). Namísto toho se naturopatie opírá o nevědecké představy, které naturopaty často vedou k diagnózám a léčbě, jež nemají faktické opodstatnění.
Naturopatie je lékařskou veřejností považována za neúčinnou a škodlivou, což vyvolává etické otázky ohledně jejího provozování Kromě odsouzení a kritiky ze strany lékařské komunity, například Americké společnosti pro rakovinu (American Cancer Society), byli naturopaté opakovaně odsuzováni a obviňováni z toho, že jsou šarlatány (léčiteli, pseudovědci) a provozují šarlatánství.
Naturopaté jsou známí svou častou kampaní za právní uznání ve Spojených státech amerických.

## Historie
Termín „naturopatie“ pochází z „natura“ (latinský kořen pro zrození) a „pathos“ (řecký kořen pro utrpení) a naznačuje „přirozené léčení“. Naturopaté tvrdí, že prvním zastáncem naturopatické medicíny byl starořecký „otec medicíny“ Hippokrates, a to ještě předtím, než tento termín vznikl. Naturopatie má své kořeny v evropském hnutí Natural Cure z 19. století. Ve Skotsku začal Thomas Allinson v 80. letech 19. století propagovat svou „hygienickou medicínu“, která prosazovala přirozenou stravu a pohyb s vyhýbáním se tabáku a přepracování.

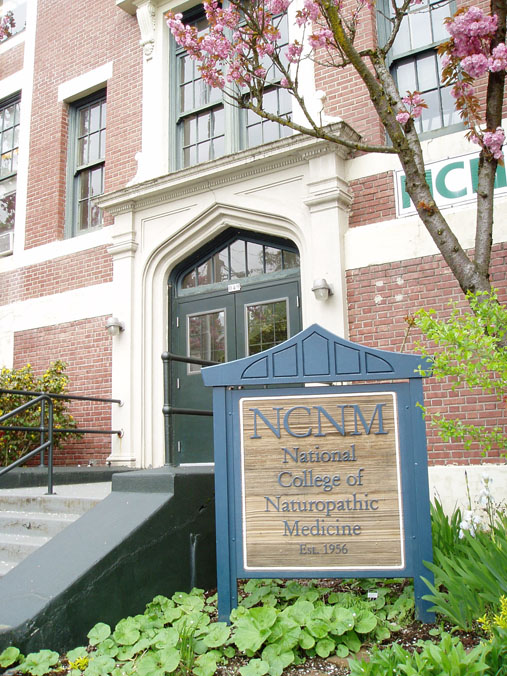
National University of Natural Medicine připravuje studenty naturopatické medicíny, kteří mohou získat licenci v některých jurisdikcích v Severní Americe.

Termín naturopatie zavedl v roce 1895 John Scheel a koupil ho Benedict Lust, kterého naturopaté považují za „otce americké naturopatie“. Lust se v Německu učil vodoléčbě a dalším přírodním zdravotním praktikám u otce Sebastiana Kneippa; Kneipp poslal Lusta do Spojených států, aby tam šířil své metody bez léků. Lust definoval naturopatii spíše jako širokou disciplínu než jako konkrétní metodu a zahrnoval do ní takové techniky, jako je hydroterapie, bylinná medicína a homeopatie, a také vyřazení přejídání, čaje, kávy a alkoholu. Tělo popisoval duchovními a vitalistickými termíny s „absolutním spoléháním se na kosmické síly lidské přirozenosti“. Podle slovníku Merriam-Webster Dictionary je první známé použití slova „naturopatie“ v tisku z roku 1901.
Od roku 1901 založil Lust v New Yorku Americkou školu naturopatie. V roce 1902 byly původní severoamerické Kneippovy společnosti zrušeny a přejmenovány na „Naturopatické společnosti“. V září 1919 byla Americká naturopatická společnost zrušena a Benedict Lust založil Americkou naturopatickou asociaci, která ji nahradila. V prvních třech desetiletích dvacátého století získali naturopaté ve 25 státech licenci na základě zákonů o naturopatii nebo bezlékových praktikách. Naturopatii si osvojilo mnoho chiropraktiků a několik škol nabízelo tituly doktora naturopatie (ND) i doktora chiropraxe (DC). Odhady počtu naturopatických škol působících v tomto období ve Spojených státech se pohybují kolem jedné až dvou desítek.
Po období rychlého růstu došlo po 30. letech 20. století na několik desetiletí k úpadku naturopatie. V roce 1910 vydala Carnegieho nadace pro rozvoj výuky Flexnerovu zprávu, která kritizovala mnoho aspektů lékařského vzdělávání, zejména kvalitu a nedostatečnou vědeckou přísnost. K úpadku naturopatie přispěl také nástup penicilinu a dalších „zázračných léků“, a následná popularita moderní medicíny. Ve 40. a 50. letech 20. století vedlo rozšíření zákonů o rozsahu praxe k tomu, že mnoho chiropraktických škol upustilo od studia naturopatie, ačkoli mnoho chiropraktiků se naturopatii věnovalo i nadále. V letech 1940-1963 vedla Americká lékařská asociace kampaň proti heterodoxním lékařským systémům. Do roku 1958 byla praxe naturopatie povolena pouze v pěti státech.

V roce 1968 vydalo americké ministerstvo zdravotnictví, školství a sociálních věcí zprávu o naturopatii, v níž dospělo k závěru, že naturopatie nemá oporu v lékařské vědě a že naturopatické vzdělání je nedostatečné k tomu, aby připravilo absolventy na stanovení správné diagnózy a poskytování léčby. Zpráva nedoporučuje rozšiřovat úhradu Medicare o naturopatickou léčbu. V roce 1977 dospěla k podobným závěrům australská vyšetřovací komise – nedoporučila udělování licencí naturopatům.
Od 70. let 20. století došlo ve Spojených státech amerických a Kanadě k oživení zájmu o naturopatii v souvislosti s hnutím „holistického zdraví“. Roku 2009 15 států v USA, Portoriko, Americké Panenské ostrovy a Washington, D.C. udělilo licenci naturopatickým praktikům a stát Washington vyžaduje, aby pojišťovny nabízely úhradu za služby poskytované naturopaty. Na druhou stranu některé státy, jako například Jižní Karolína a Tennessee, praxi naturopatie zakazují.
V roce 2015 začala bývalá naturopatka Britt Marie Hermesová kriticky psát o svých zkušenostech s výukou a praktikováním naturopatie.
Americká IHS (Indian Health Service) začala v roce 2013 přijímat naturopaty do svých klinik a ordinací, a rovněž jim umožnila splácení půjček.

## Praxe
Praxe naturopatie je založena na víře ve schopnost těla uzdravit se samo prostřednictvím zvláštní vitální energie nebo síly, která řídí tělesné procesy uvnitř těla. Diagnostika a léčba se týkají především alternativních terapií a „přírodních“ metod, které podle naturopatů podporují přirozenou schopnost těla uzdravovat se. Naturopaté se zaměřují na holistický přístup a zcela se vyhýbají používání chirurgických zákroků a konvenčních léků. Naturopaté se snaží předcházet nemocem snižováním stresu a změnou stravy a životního stylu, přičemž často odmítají metody medicíny založené na důkazech.
Konzultace obvykle začíná dlouhým rozhovorem s pacientem zaměřeným na životní styl, anamnézu, emoční naladění a tělesné rysy, a také fyzickým vyšetřením. Mnozí naturopaté se prezentují jako poskytovatelé primární péče a někteří naturopaté mohou předepisovat léky, provádět drobné chirurgické zákroky a do své naturopatické praxe začleňovat další konvenční lékařské přístupy, jako je poradenství v oblasti stravování a životního stylu. Tradiční naturopaté se zabývají výhradně změnami životního stylu a nediagnostikují ani neléčí nemoci. Naturopaté obecně nedoporučují očkování a antibiotika, což částečně vychází z raných názorů, které tuto profesi formovaly, a mohou poskytovat alternativní léčebné prostředky i v případech, kdy se ukázalo, že medicína založená na důkazech je účinná.

### Metody
Naturopaté často vystupují proti konvenční medicíně a zaujímají antivakcinační postoj.

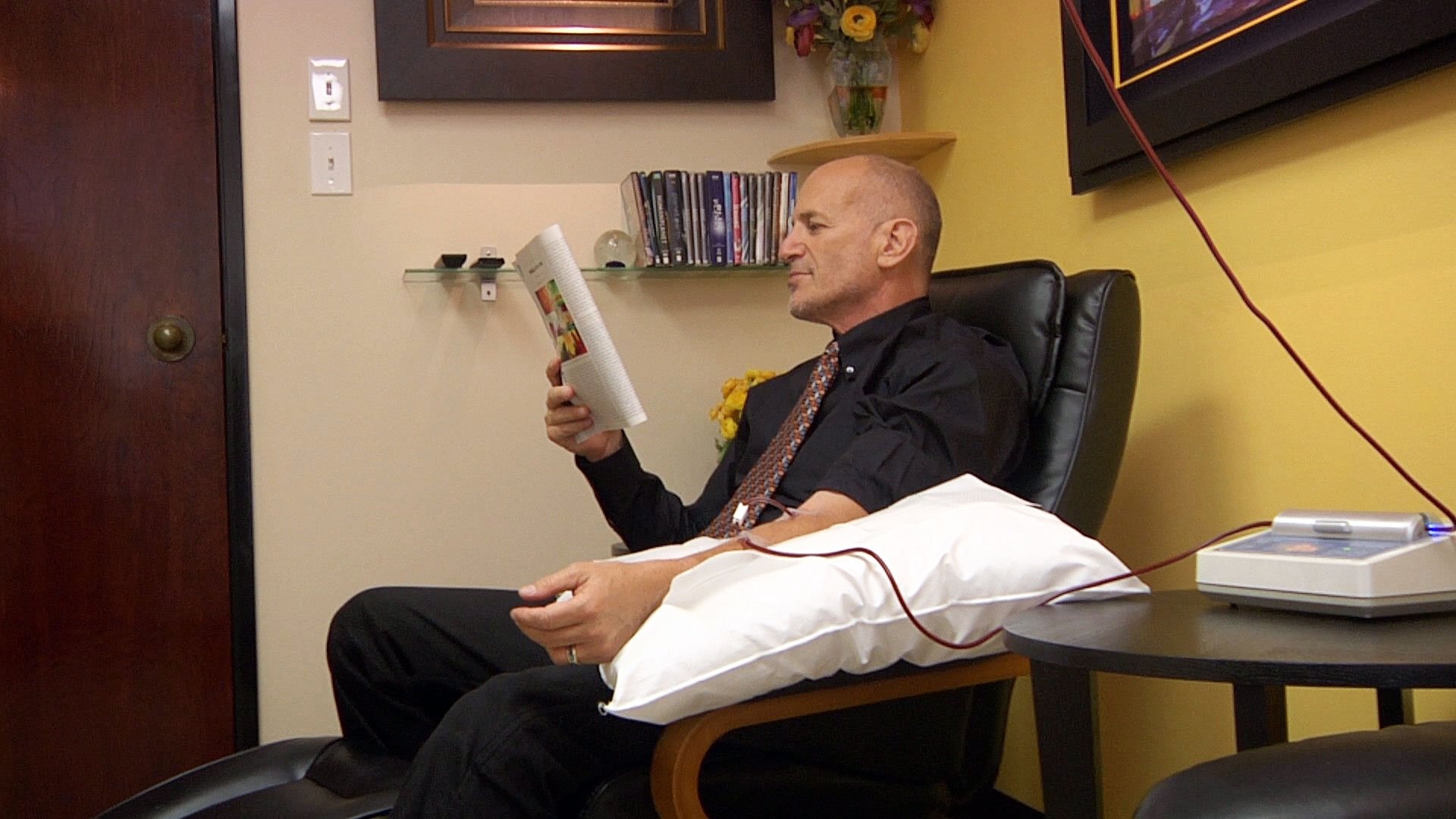
Osoba podstupující ozonovou intravenózní terapii s ultrafialovým zářením. Podle FDA je „ozon toxický plyn bez známého užitečného lékařského využití ve specifické, doplňkové nebo preventivní terapii“.

Konkrétní metody, které naturopaté používjí, se liší podle jejich vzdělání a rozsahu praxe. Mohou zahrnovat bylinkářství, homeopatii, akupunkturu, přírodní léčbu, fyzikální medicínu, aplikovanou kineziologii, kolonické klystýry, chelatační terapii, terapii barvami, kraniosakrální biodynamiku, analýzu vlasů, iridologii,[47] analýzu živé krve, ozonoterapii, psychoterapii, opatření v oblasti veřejného zdraví a hygieny, reflexologii, rolfing, masáže a tradiční čínskou medicínu. Přírodní léčba zahrnuje řadu terapií založených na působení přírodních prvků, jako je sluneční svit, čerstvý vzduch nebo teplo či chlad, a také výživová doporučení, jako je dodržování vegetariánské a plnohodnotné stravy, půst nebo abstinence od alkoholu a cukru. Fyzikální medicína zahrnuje naturopatickou, kostní nebo manipulační terapii měkkých tkání, sportovní medicínu, cvičení a hydroterapii. Psychologické poradenství zahrnuje meditaci, relaxaci a další metody zvládání stresu.
Průzkum z roku 2004 zjistil, že nejčastěji předepisovanou naturopatickou terapií ve státě Washington a Connecticut jsou rostlinné léky, vitamíny, minerály, homeopatie a léčba alergií. V roce 2011 zveřejněné zkoumání webových stránek naturopatických klinik v Albertě a Britské Kolumbii zjistilo, že nejčastěji inzerovanou terapií je homeopatie, rostlinná medicína, výživa, akupunktura, poradenství v oblasti životního stylu a detoxikace.
V roce 2020 průzkum metod používaných naturopaty ve čtrnácti zemích uvedl, že 27 % klientů se léčilo akupunkturou, 22 % homeopatií, 16 % „jinýmié energetickými léky“ a 13,5 % byla poskytnuta vodoléčba. Každému zákazníkovi bylo poskytnuto v průměru 4,0 „ošetření“. Třetina (33 %) pacientů konzultovala řešení svého primárního zdravotního problému pouze s naturopatem.

### Důkazní základ
Naturopatie jako celek postrádá odpovídající vědecký základ a je odmítána lékařskou komunitou. Ačkoli obsahuje platné rady týkající se životního stylu konvenční medicíny (zdravý spánek, vyvážená strava, pravidelný pohyb), obvykle přidává řadu pseudovědeckých doporučení. Některé metody se opírají o nehmotná „pole vitální energie“", jejichž existence nebyla prokázána, a panují obavy, že naturopatie jako obor má tendenci se izolovat od obecného vědeckého diskurzu. Naturopatie je kritizována pro své spoléhání se na neprokázané, vyvrácené a další kontroverzní alternativní léčebné postupy a pro jejich vitalistické základy. Přírodní látky známé jako „nutraceutika“ jsou v léčbě nemocí, zejména rakoviny, málo perspektivní, protože laboratorní experimenty prokázaly omezený terapeutický účinek na biochemické dráhy, zatímco klinické studie prokazují špatnou biodostupnost. Podle American Cancer Society „vědecké důkazy nepodporují tvrzení, že naturopatická medicína dokáže vyléčit rakovinu nebo jakoukoli jinou nemoc.“ Podle Britt Marie Hermesové jsou naturopatické studentské programy problematické, protože „jako [student] naturopatie si po celou dobu vytváříte ospravedlnění, abyste si vytvořili pravidla a falšovali normy, jak interpretovat výzkum. Protože pokud to neuděláte, nezůstane vám v podstatě nic“.
V roce 2015 zveřejnilo australské ministerstvo zdravotnictví výsledky přezkumu alternativních terapií, jehož cílem bylo zjistit, zda jsou některé z nich vhodné k tomu, aby byly hrazeny ze zdravotního pojištění; naturopatie byla jednou ze 17 hodnocených terapií, u nichž nebyly nalezeny žádné jasné důkazy o účinnosti.
Kimball C. Atwood IV. v časopise Medscape General Medicine píše, že:
„Naturopatičtí praktici nyní tvrdí, že jsou lékaři primární péče zběhlí v praktikování jak „konvenční“, tak „přírodní“ medicíny. Jejich vzdělání však dosahuje jen malého zlomku vzdělání lékařů, kteří vykonávají primární péči. Zkoumání jejich literatury navíc ukazuje, že je plná pseudovědeckých, neúčinných, neetických a potenciálně nebezpečných postupů.“
V jiném článku Atwood píše, že „lékaři, kteří považují naturopaty za své kolegy, se tak ocitají v rozporu s jednou ze základních etických zásad moderní medicíny. Pokud nemají být naturopaté posuzováni jako „nevědci“, nemá tento termín žádný užitečný význam“.
Bývalá licencovaná naturopatická lékařka Britt Marie Hermesová uvádí, že „jakýkoli produkt, který prodává naturopat, téměř zaručuje, že neexistují žádné spolehlivé vědecké údaje, které by podpořily jakákoli zdravotní tvrzení“, a že někteří naturopaté sice tvrdí, že praktikují pouze medicínu založenou na důkazech, „problém je ale v tom, že všichni naturopaté v akreditovaném naturopatickém programu musí rozsáhle studovat homeopatii, bylinnou medicínu, energetické léčení, chiropraktické techniky, hydroterapii“ a další pseudovědecké postupy. Hermesová dále uvádí, že někteří naturopaté sice tvrdí, že jejich metoda může být účinnou léčbou psychických poruch, ale „žádná naturopatická léčba nebyla klinicky prokázána jako bezpečná a účinná u bipolární poruchy ani u žádného jiného onemocnění“.
Podle Arnolda S. Relmana je Učebnice přírodní medicíny jako učební pomůcka nedostatečná, protože se nezmiňuje o mnoha běžných onemocněních nebo se jimi podrobně nezabývá, nesprávně zdůrazňuje léčbu, která „pravděpodobně nebude účinná“ před léčbou, která účinná je, a propaguje neověřené bylinné prostředky na úkor skutečných léčiv. Dochází k závěru, že „rizika pro mnoho nemocných pacientů, kteří vyhledají péči průměrného naturopatického lékaře, by daleko převážila nad možnými přínosy“.
Massachusettská lékařská společnost uvádí: „Naturopatické praktiky se výzkumem nezměnily a zůstávají velkým sortimentem chybných a potenciálně nebezpečných tvrzení smíchaných s příměsí nekontroverzních dietních rad a rad o životním stylu“.

### Bezpečnost přírodní léčby
Naturopaté často doporučují působení přirozeně se vyskytujících látek, jako je sluneční záření, byliny a některé potraviny, a také činnosti, které označují za přirozené, jako je cvičení, meditace a relaxace. Naturopaté tvrdí, že tato přírodní léčba pomáhá obnovit vrozenou schopnost těla léčit se samo bez nežádoucích účinků konvenční medicíny. „Přírodní“ metody a chemické látky však nemusí být nutně bezpečnější nebo účinnější než metody „umělé“ nebo „syntetické“ a každá léčba, která je schopna vyvolat účinek, může mít také škodlivé vedlejší účinky.
Některé léčebné postupy nabízené naturopaty, jako je homeopatie, rolfing a iridologie, jsou všeobecně považovány za pseudovědu nebo šarlatánství. Stephen Barrett z QuackWatch a National Council Against Health Fraud prohlásil, že naturopatie je „zjednodušená a že její postupy jsou plné šarlatánství“. Podle Williama T. Jarvise „nevědecké zdravotnické praktiky, včetně naturopatických, používají nevědecké metody a klamou veřejnost, která se při nedostatku hlubokých znalostí v oblasti zdravotní péče musí spoléhat na ujištění poskytovatelů. Šarlatánství nejenže poškozuje lidi, ale podkopává schopnost provádět vědecký výzkum a vědci by se proti němu měli postavit.“ V australském případu z roku 2018 proti Marlyin Bodnarové, která matce radila, aby léčila ekzém svého malého syna syrovou stravou, což málem vedlo k smrti dítěte hladem, soudce Peter Berman řekl: „Dobře míněné, ale vážně míněné rady jsou, jak ukazují skutečnosti tohoto případu, schopny způsobit zranitelným dětem velkou škodu a dokonce i smrt.“ Dále Britt Marie Hermesová kritizuje „všudypřítomnou kulturu obviňování pacientů“ mezi naturopatickými praktiky, kdy „když něco pacientovi nefunguje a pacient nepociťuje všechny pozitivní účinky a nulové vedlejší účinky, které jsou s terapií slibovány, nikdy to není proto, že terapie nefunguje, ale proto, že pacient něco neudělal správně“.

### Očkování
Praktici zabývající se naturopatií často vyjadřují svůj nesouhlas s očkováním. Důvody tohoto odporu částečně vycházejí z raných názorů, které formovaly vznik této profese. Učebnice naturopatie, jejímž spoluautorem je Joseph Pizzorno, uvádí protiočkovací názory spojené se založením naturopatie ve Spojených státech: „návrat k přírodě při regulaci stravy, dýchání, cvičení, koupání a využívání různých sil“ namísto vakcíny proti neštovicím.
Obecně je důkazů o souvislostech mezi naturopatií a očkováním dětí málo, ale „publikované zprávy naznačují, že pouze menšina naturopatů aktivně podporuje plné očkování“. Ve státě Washington v letech 2000 až 2003 bylo výrazně méně pravděpodobné, že děti podstoupí očkování, pokud navštívily naturopata. Průzkum mezi studenty naturopatie publikovaný v roce 2004 zjistil, že studenti kanadské College of Naturopathic Medicine s postupem v programu méně často doporučují svým pacientům očkování a stávají se nedůvěřivějšími vůči veřejnému zdravotnictví a konvenční medicíně.
Asociace naturopatů v Britské Kolumbii uvádí několik zásadních obav týkajících se očkovacího kalendáře pro děti a vakcín obecně, a politikou této skupiny je neobhajovat vakcíny ani se stavět proti nim. Oregonská asociace naturopatů uvádí, že mnoho naturopatů „přizpůsobuje“ očkovací kalendář pro děti.
Od roku 2016 Americká asociace naturopatických lékařů, která je největší profesní organizací licencovaných naturopatů v USA, „stále diskutuje o svém postoji k očkování“.

## Praktici

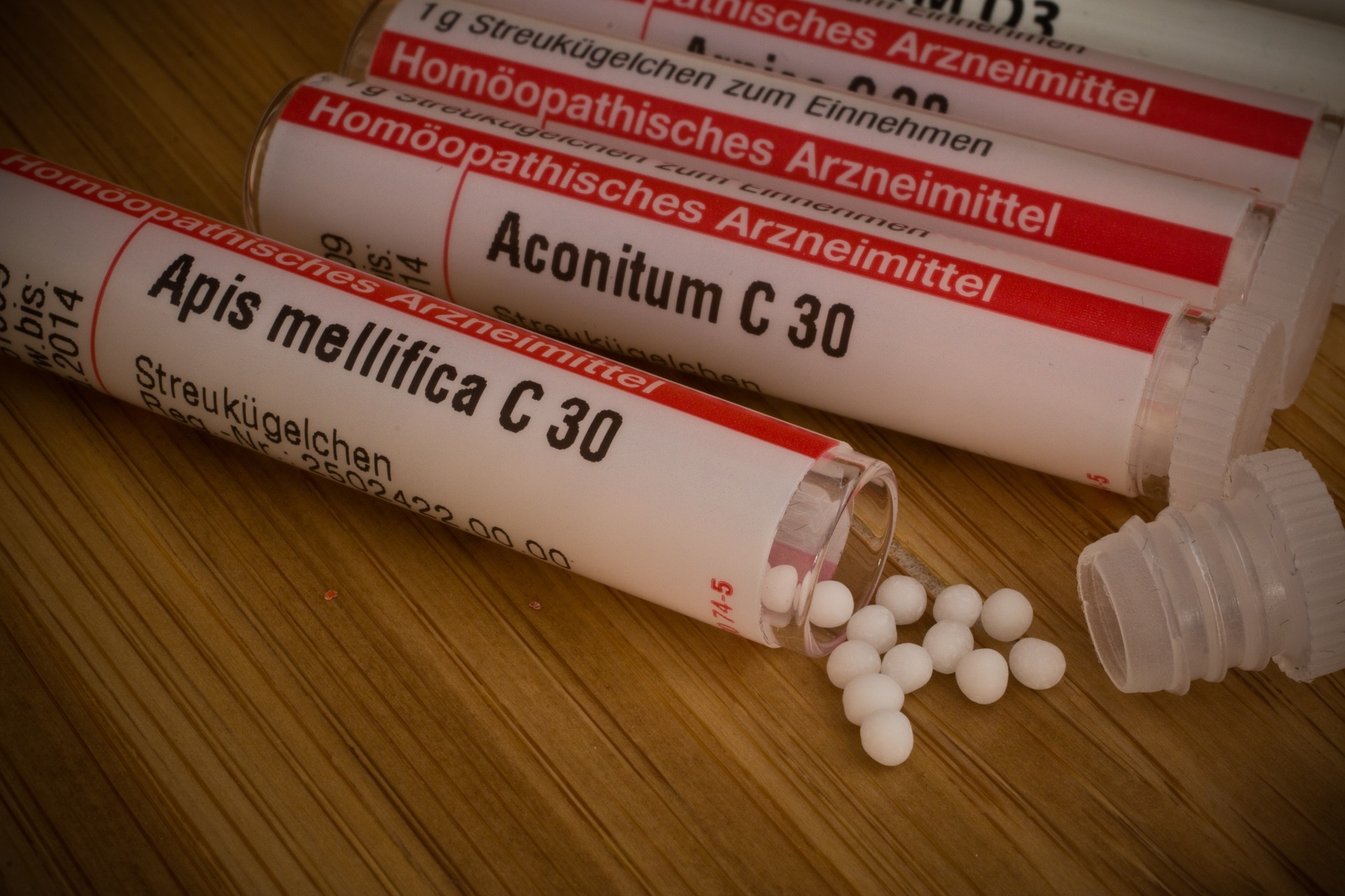
Homeopatické přípravky mohou být součástí naturopatické léčby

Naturopaty lze obecně rozdělit do tří skupin:
1. ti, kteří mají státem vydanou licenci
2. ti, kteří praktikují mimo oficiální status („tradiční naturopaté“)
3. ti, kteří jsou primárně jiným druhem zdravotnického pracovníka, který také praktikuje naturopatii

Ve Švýcarsku se tato dělení zaměřuje na ty, kteří mají federální diplom, na ty, kteří jsou uznáváni zdravotními pojišťovnami, a na ty, kteří nemají ani federální diplom, ani uznání zdravotními pojišťovnami. Naturopaty s federálním diplomem lze rozdělit do čtyř kategorií:
1. Evropská tradiční medicína
2. Tradiční čínská medicína
3. Ájurvéda
4. Homeopatie

Počet uvedených naturopatů (včetně tradičních praktiků) ve Švýcarsku vzrostl z 223 v roce 1970 na 1835 v roce 2000.

### Licencovaní naturopaté
Naturopaté mohou licenci získat v 17 státech USA a 5 kanadských provinciích. Zde jsou pak označováni jako „naturopatičtí lékaři“. Licencovaní naturopaté se prezentují jako poskytovatelé primární péče, přestože neabsolvují srovnatelné vzdělání s konvenčními lékaři, pokud jde o kvalitu vzdělání nebo množství hodin.
V Britské Kolumbii legislativa povoluje licencovaným naturopatům používat titul „lékař“, nicméně podle § 102 jednacího řádu College of Naturopathic Physicians of British Columbia (CNPBC) musí být pojmy „naturopatický“ nebo „naturopatická medicína“ uvedeny vždy, když člen CNPBC použije termín lékař.

#### Vzdělávání
Licencovaní naturopati musí po absolvování programu akreditovaného Radou pro vzdělávání naturopatů (CNME) složit licenční zkoušky pro naturopatické lékaře (NPLEX), které spravuje Severoamerická rada pro naturopatické zkoušky (NABNE). Školení v programech akreditovaných CNME zahrnuje základní lékařskou diagnostiku a postupy, jako jsou základní fyzická vyšetření a běžné krevní testy, a dále pseudovědecké metody, jako je homeopatie, akupunktura a energetické metody. Tyto akreditované programy byly kritizovány za to, že zkreslují svou lékařskou přísnost a vyučují předměty, které jsou v rozporu s nejlepším chápáním vědy a medicíny. CNME jako akreditační orgán byl charakterizován jako nespolehlivý a trpící střetem zájmů. Licenční zkouška pro naturopaty byla lidmi mimo naturopatickou profesi označována za záhadu a kritizována za testování homeopatických léků, včetně jejich používání k léčbě dětských naléhavých případů.
Naturopatičtí praktici nemají nárok na lékařské rezidentury, které jsou dostupné výhradně pro lékaře. Pro naturopatické praktiky je k dispozici omezené množství postgraduálních „rezidenčních“ míst nabízených prostřednictvím naturopatických škol a naturopatických klinik schválených CNME. Většina naturopatických praktiků takovou rezidenční stáž neabsolvuje a naturopatičtí praktiy ji pro získání licence nemají povinnost absolvovat, s výjimkou států Utah a Connecticut. Další vzdělávání v oblasti naturopatických modalit pro zdravotnické pracovníky se značně liší.

#### Politická činnost ve Spojených státech
Naturopaté sdružení ve školách akreditovaných CNME lobbují u státních, provinčních a federálních vlád za udělení lékařské licence a účast v sociálně zdravotních programech. Americká asociace naturopatických lékařů zastupuje licencované naturopaty ve Spojených státech, Kanadská asociace naturopatických lékařů zastupuje licencované naturopaty v Kanadě. Lobbistické snahy naturopatů jsou financovány výrobci vitamínů a doplňků stravy a zaměřují se na to, aby bylo naturopatické vzdělání prezentováno jako srovnatelné se vzděláním lékařským, a aby mělo vysoké profesní standardy. Lékařské společnosti a skupiny tyto snahy kritizují a uvádějí důkazy o tom, že licencovaní naturopaté používají pseudovědecké metody bez solidního důkazního základu a nemají dostatečné klinické vzdělání, aby mohli kvalifikovaně diagnostikovat a léčit nemoci v souladu se standardy péče. Jann Bellamy charakterizoval proces, kterým naturopaté a další praktikující pseudovědci přesvědčují zákonodárce, aby jim poskytli lékařské licence, jako „legislativní alchymii“.
Od roku 2005 se Massachusettská lékařská společnost stavěla proti udělování licencí na základě obav, že ND se nemusí účastnit stáží, a obav, že „praktiky“ naturopatů zahrnují mnoho „chybných a potenciálně nebezpečných tvrzení.“ Zvláštní komise pro doplňkové a alternativní lékařské praktiky v Massachusetts jejich obavy odmítla a doporučila udělování licencí.

Massachusettská lékařská společnost uvádí:
Naturopatická lékařská škola není lékařskou školou v ničem jiném než v přivlastňování slova lékařská. Naturopatie není oborem medicíny. Je to snůška výživových rad, domácích pouček a zdiskreditovaných léčebných postupů... Naturopatické vysoké školy si nárokují akreditaci, ale řídí se skutečnou „alternativní“ metodou akreditace, která je prakticky nesmyslná. Nejsou akreditovány stejnými orgány, které akreditují skutečné lékařské školy, a i když některé kurzy mají podobné názvy jako učební plány legitimních lékařských škol, jejich obsah je zcela odlišný.
V roce 2015 začala proti naturopatické medicíně vystupovat bývalá naturopatická lékařka Britt Marie Hermesová, která vystudovala Bastyr University a vykonávala praxi ND s licencí ve Washingtonu a Arizoně Kromě toho, že se staví proti dalšímu udělování licencí, je přesvědčena, že ND by neměli mít právo používat titul „lékař“ a že by jim mělo být zakázáno léčit děti.

Naturopaté agresivně lobbují za zákony, které by jim vydávaly lékařské licence. Tuto politickou snahu bych charakterizovala jako zvrácenou redefinici slov „lékař“, „lékařská škola“ a „rezidentura“ s cílem zakrýt nedostatečnost vzdělávání poskytovaného v naturopatických programech. Studenti ND si neuvědomují, že si zkracují vzdělání, a proto nemají žádné prokazatelné kompetence, které se mají v moderní medicíně.

### Tradiční naturopaté
Tradiční naturopaté jsou ve Spojených státech zastoupeni Americkou naturopatickou asociací (ANA), která zastupuje přibližně 1 800 praktiků, a Americkou naturopatickou lékařskou asociací (ANMA).
Úroveň naturopatického vzdělání se mezi tradičními naturopaty ve Spojených státech liší. Tradiční naturopaté mohou absolvovat programy bez osvědčení nebo vysokoškolské programy, a obvykle se označují jako naturopatičtí konzultanti. Tyto programy často nabízejí neakreditované tituly online, ale nenabízejí komplexní biomedicínské vzdělání ani klinický výcvik.
Tradiční naturopaté, kteří se zúčastnili průzkumu v Austrálii, vnímají medicínu založenou na důkazech jako ideologický útok na své přesvědčení o vitalistických a holistických principech a obhajují integritu praxe přírodní medicíny.
Naturopaté, kteří absolvovali akreditované programy, v roce 2002 tvrdili, že jejich školení, na rozdíl od tradičních naturopatických programů, využívá vědecké principy založené na důkazech, ale toto tvrzení zůstává nepřesné.

## Regulace
Naturopatie se praktikuje v mnoha zemích a podléhá různým normám regulace a úrovním akceptace. Rozsah praxe se v jednotlivých jurisdikcích značně liší. Ve dvou státech USA je provozování naturopatie nezákonné.

### Evropa

#### Česká republika
Pro získání licence lékaře je nutná odborná způsobilost k výkonu zdravotnického povolání lékaře podle zákona č. 95/2004 Sb. Co se týče komplementární a alternativní medicíny obecně neexistuje v ČR žádná lékařská ani jiná zdravotnická odbornost tohoto druhu a zaměření. Výkon zdravotních služeb v oblasti alternativní medicíny podléhá pouze všeobecným právním předpokladům, stanoveným pro tyto služby na trhu. Žádné zvláštní předpoklady nejsou podle českého zdravotnického práva vyžadovány. To platí i o zdravotnickém vzdělávání.

#### Švýcarsko
Švýcarská federální ústava vymezuje Švýcarské konfederaci a švýcarským kantonům v rámci jejich pravomocí dohled nad komplementární medicínou. Federální orgány musí zejména zřídit diplomy pro provozování nevědecké medicíny. První z takových diplomů byl v dubnu 2015 schválen pro výkon naturopatie. Naturopatie a tradiční medicína mají ve Švýcarsku dlouhou tradici.[zdroj?] Švýcarské kantony vydávají vlastní předpisy v oblasti veřejného zdraví. Přestože je pro některé kantony typická monopolní právní úprava, jsou úřady vůči praktikům alternativním medicíny poměrně tolerantní.

### Spojené království
Naturopatie není ve Spojeném království regulována. V roce 2012 zrušily veřejně financované univerzity ve Spojeném království programy alternativní medicíny, včetně naturopatie.

### Austrálie
V roce 1977 provedla komise revizi všech vysokých škol naturopatie v Austrálii a zjistila, že přestože mají osnovy, které se zdají pokrývat základní biomedicínské vědy, skutečné přednášky s těmito osnovami příliš nesouvisí a není k dispozici žádná významná praktická činnost. Kromě toho se zdálo, že nejsou významně a systematicky pokryty techniky, které naturopaté upřednostňují, jako je homeopatie, Bachova květová terapie nebo minerální soli.
Australská lékařská asociace (AMA) zastává stanovisko, že „aspekty komplementární medicíny založené na důkazech mohou být součástí péče o pacienta ze strany lékaře“, ale má obavy, že existují „omezené důkazy o účinnosti týkající se většiny komplementární medicíny. Neprokázané doplňkové léky a terapie mohou představovat riziko pro zdraví pacienta buď přímo v důsledku nesprávného užívání, nebo nepřímo, pokud pacient odkládá vyhledání lékařské péče“. Stanovisko AMA k regulaci je takové, že „by měla existovat vhodná regulace lékařů komplementární medicíny a jejich činnosti“.
V roce 2015 australská vláda neshledala pro naturopatii žádné jasné důkazy o účinnosti, a proto v roce 2017 australská vláda jmenovala naturopatii jako praxi, která nebude mít nárok na dotace z pojištění, s tím, že tento krok „zajistí, že prostředky daňových poplatníků budou vynaloženy vhodně a nebudou směřovat na terapie, pro které chybí důkazy“.

### Severní Amerika
V pěti kanadských provinciích, sedmnácti amerických státech a v District of Columbia jsou naturopatičtí lékaři, kteří absolvovali akreditovanou školu naturopatické medicíny v Severní Americe, oprávněni používat označení ND nebo NMD. Jinde jsou označení "naturopath", "naturopathic doctor" a "doctor of natural medicine" obecně nechráněná nebo zakázaná.
V Severní Americe každá jurisdikce, která reguluje naturopatii, definuje místní rozsah praxe naturopatických lékařů, který se může značně lišit. V některých regionech jsou povoleny drobné chirurgické zákroky, přístup k lékům na předpis, manipulace s páteří, porodnictví (přirozený porod) a gynekologie; v jiných regionech jsou tyto činnosti z rozsahu naturopatické praxe vyloučeny nebo je naturopatie zcela zakázána.

#### Kanada
Pět kanadských provincií uděluje licenci naturopatickým lékařům: Ontario, Britská Kolumbie, Manitoba, Saskatchewan a Alberta.

Největší rozsah praxe v Kanadě má Britská Kolumbie, která umožňuje certifikovaným ND předepisovat léky a provádět drobné chirurgické zákroky.

#### Spojené státy
- Jurisdikce USA, které v současné době regulují nebo licencují naturopatii: Aljaška, Arizona, Kalifornie, Connecticut, Colorado, District of Columbia, Havaj, Kansas, Maine, Maryland, Minnesota, Montana, New Hampshire, Severní Dakota, Oregon, Portoriko,[111] Americké Panenské ostrovy, Utah, Vermont a Washington.[31] Kromě toho Florida a Virginie licencují praxi naturopatie na základě dědické klauzule.[36]
- Jurisdikce USA, které povolují přístup k lékům na předpis: Arizona, Kalifornie, District of Columbia, Havaj, Kansas, Maine, Montana, New Hampshire, Oregon, Utah, Vermont a Washington.
- Jurisdikce USA, které povolují drobné chirurgické zákroky: Arizona, District of Columbia, Kansas, Maine, Montana, Oregon, Utah, Vermont a Washington.
- Státy USA, které výslovně zakazují provozování naturopatie: Jižní Karolína[34][36] a Tennessee.[35][36]

### Indie
V Indii na naturopatii dohlíží Ministerstvo ájurvédy, jógy a naturopatie, unani, siddhy a homeopatie (AYUSH); existuje studijní obor (na 5 a půl roku) „Bachelor of Naturopathy and Yogic Sciences“ (BNYS), který od srpna 2010 nabízelo dvanáct indických vysokých škol. Národní institut naturopatie v Puné, který působí pod AYUSH, který byl založen 22. prosince 1986 a podporuje zařízení pro standardizaci a šíření stávajících znalostí a jejich aplikaci prostřednictvím výzkumu v naturopatii v celé Indii.

## Soudní kauzy
V červenci 2015 byla v Sydney obviněna naturopatka spolu s matkou pacienta z těžkého ublížení na zdraví z nedbalosti a neposkytnutí péče dítěti. Léčba ekzému dietou způsobila osmiměsíčnímu chlapci vážnou podvýživu a vývojové problémy; během tří měsíců zhubl o jeden kilogram a téměř zemřel.
Roku 2016 Fikreta Ibrisevicová docházela k naturopatovi v Kentucky, který ji sliboval vyléčit z rakoviny během tří měsíců s tím, že „chemoterapie je pro chudáky“. Přestože utratila 7000 dolarů za bylinnou léčbu, dietní poradenství, masáže a koupele nohou, se jí podle žaloby, kterou požadovala odškodnění a náhradu škody, objevilo dalších šest nádorů. Když Ibrisevicová na začátku roku 2017 zemřela, její muž naturopata v budově Natural Health Center for Integrative Medicine zastřelil.
Roku 2019 Alyssa Nelsonová podstoupila u vancouverského naturopata tekutou rinoplastiku (injekční kosmetickou výplň nosu – obvykle kyselinou hyaluronovou). Naturopaté, kteří ji v Britské Kolumbii nabízeli, ji propagovali jako dočasnou a relativně bezbolestnou a rychlou alternativu k chirurgickému zákroku. Lékaři však tvrdí, že existují vážná rizika – včetně odumření kůže v okolí místa vpichu nebo dokonce oslepnutí. Podle žaloby Nelsonové zákrok vedl k zlomenině horní čelisti, způsobil odumření některých zubů a vedl k bolestem hlavy, rozmazanému vidění, posttraumatické stresové poruše a nespavosti.

## Galerie

Osobnosti naturopatie
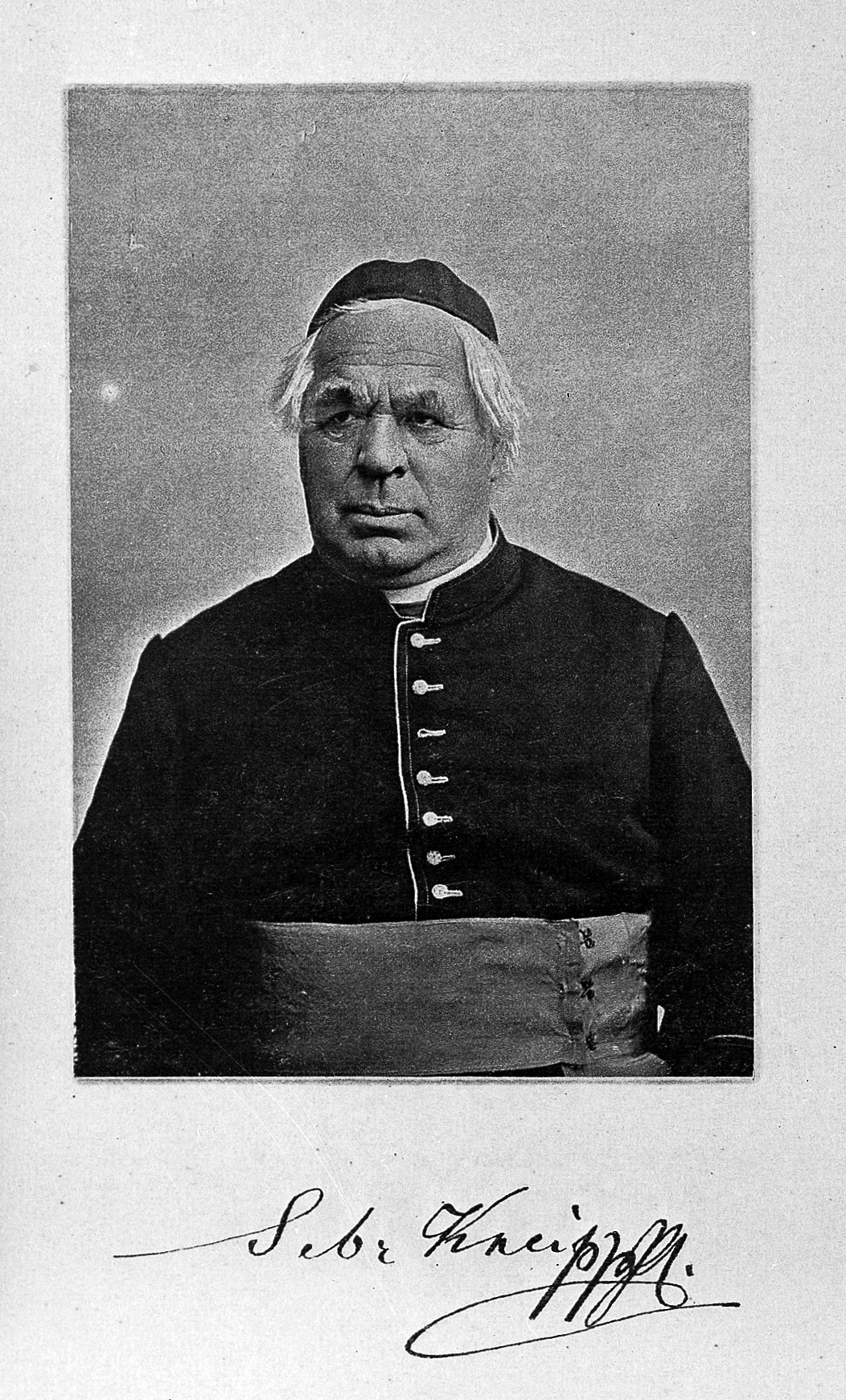
Sebastian Kneipp asi 1898 bavorský kněz a praotec naturopatie
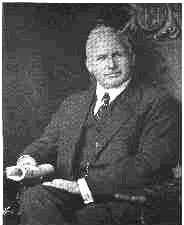
Benedict Lust asi 1902 zakladatel naturopatie v USA
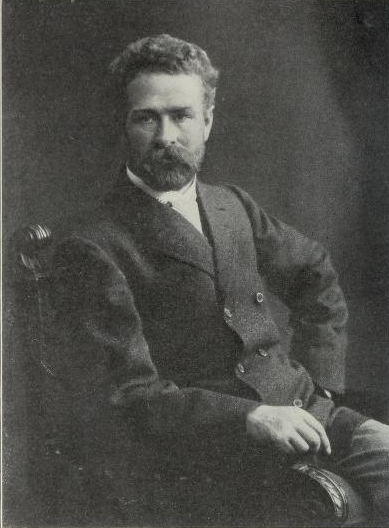
Adolf Just 1903 německý naturopat, jeho knihu Kehrt zur Natur zurück! (Zpět k přírodě!) r. 1903 přeložil Benedict Lust
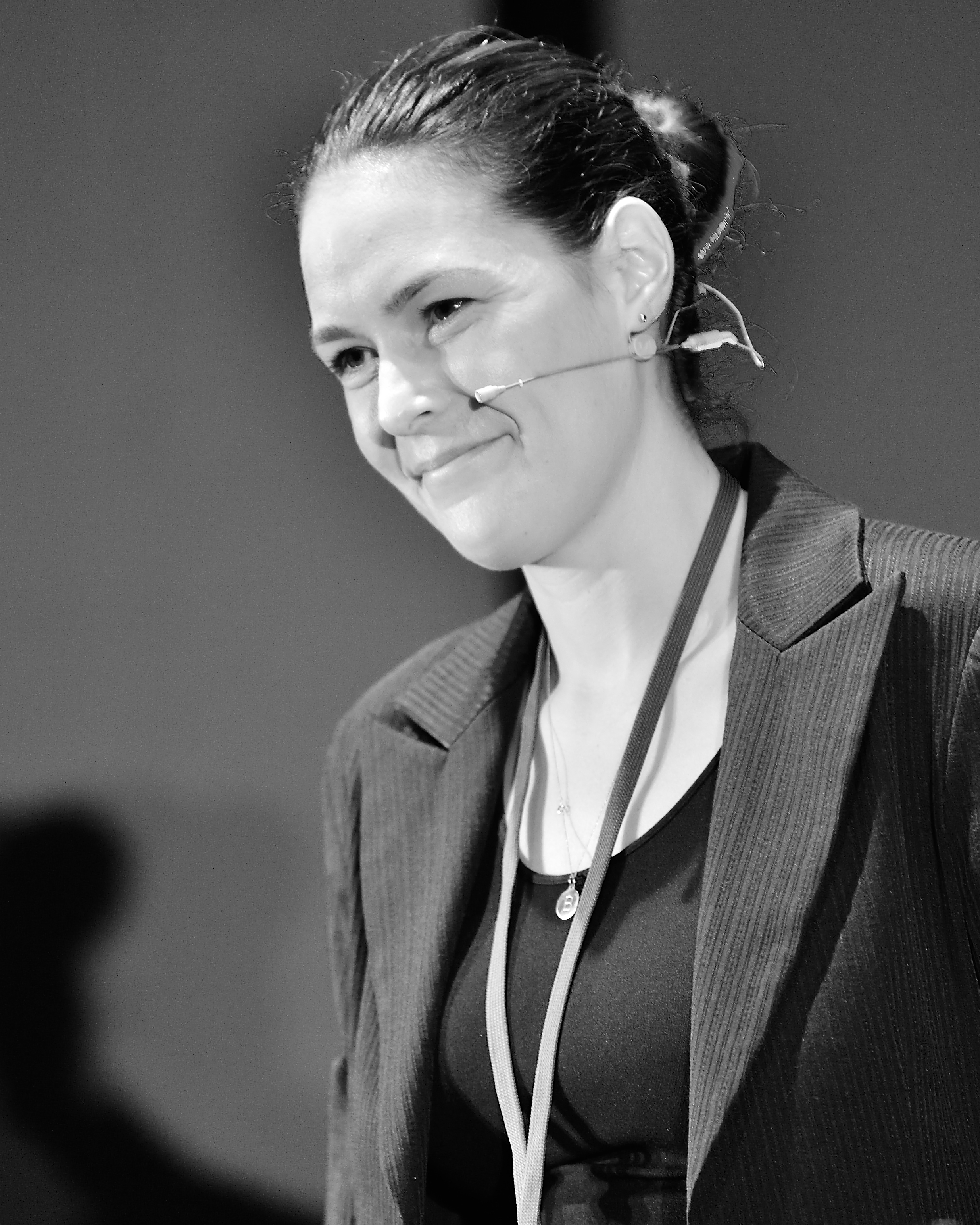
Britt Marie Hermesová 2016 bývalá naturopatka a velká kritička naturopatické medicíny